# Фиалью де Алмейда, Жозе
Жозе Валентин Фиалью де Алмейда (порт. José Valentin Fialho de Almeida; 7 мая 1857, Вила-де-Фрадеш, Алентежу, Португалия — 4 марта 1911, Куба (Португалия)) — один из крупнейших португальских писателей XIX века. Видный представитель натурализма в литературе Португалии.

## Биография
Сын учителя. В 1866 году семья переехала в Лиссабон, где он посещал школу. В возрасте 15 лет из-за материальных трудностей вынужден был покинуть школу-интернат, работал учеником фармацевта.
С 1879 года изучал медицину в университете. В 1880 году основал литературный журнал «A Cronica», в котором публиковал статьи под псевдонимом Valentim Demonio.

## Творчество
Свои первые литературные пробы начал в 1877 году, в 1881 году впервые опубликовал их, в португальских газетах Correo da Amanha, O Contemporaneo, Os Dois Mundos, O Reporter. В 1892 в Порту опубликовал свою первую книгу — сборник рассказов «Contos», посвящённый Камилу Каштелу Бранку.
Тяжелое детство и лишения юность позволили писателю внимательно присмотреться к жизни трудящихся и бедствующих слоев общества и отнестись к ним с глубоким сочувствием. Их изображению посвящён целый ряд его рассказов. Другие его произведения являются критическим (то ироническим, то порою и остро-сатирическим) изображением буржуазного общества.
Находясь под влиянием произведений Эмиля Золя, Жозе де Алмейда в то же время не чужд импрессионистических тенденций, приводящих к лирическому восприятию событий или к карикатурному, приближающемуся к памфлету, воспроизведению их.
Будучи редактором ежемесячного журнала «Os gatos» (1889—1894), опубликовал многие из своих произведений.
Один из лучших мастеров португальского языка, прозаик уделял больше внимания яркости описания и чёткости характеристики, чем композиционной стройности целого, так что многие из его рассказов приближаются к очерку или эскизу. Посвящая большую часть своих произведений родной провинции (Алентежу), описывая её во всём разнообразии её пейзажей, типов, социальных отношений и явлений, умел ставить, однако, свою тему широко и серьёзно, перерастая из регионального (провинциального) автора в писателя с европейским кругозором.

## Избранные сочинения
Лучшие из сборников его рассказов:
- «Рассказы» (Contos, 1881),
- «Город порока» (A Cidade do Vivica, 1882),
- «Страна винограда» (O país das uvas, 1893),
- «Галантный Лиссабон» (Lisboa galante, 1899),
- «Galiza» (1905),
- «Saibam Quantos…» (1912),
- «Aves Migradoras» (1914),
- «A taça do rei de Tule e outros contos» (2001).